# Naturschutzgebiet Hainesch/Iland
Das Naturschutzgebiet Hainesch/Iland liegt in Hamburg zwischen den Stadtteilen Sasel und Bergstedt. Das Gebiet hat eine Fläche von 71 Hektar und wurde mit Verordnung vom 7. Januar 1975 unter Schutz gestellt.

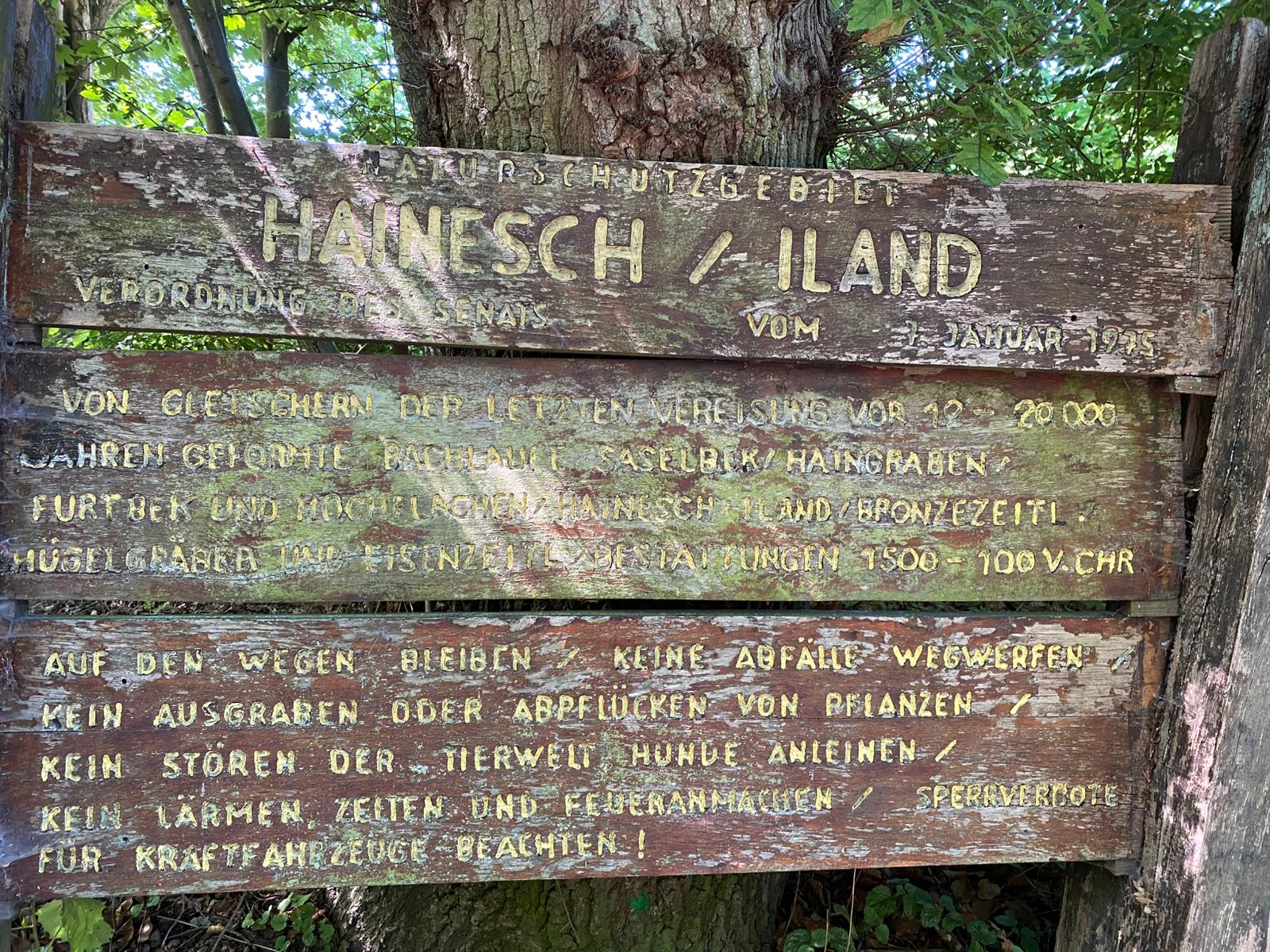
Infotafel

Durch das Erholungsgebiet fließen die Saselbek, die an der Bergstedter Alten Mühle (heute ein Café und Restaurant) aufgestaut wird, und die Furtbek.
Der in Deutschland stark gefährdete und deshalb streng geschützte Eisvogel hat hier seinen bedeutendsten Bestand in Hamburg. An den zerklüfteten Steilhängen der Saselbek, in die er tiefe Höhlen gräbt, ist sein Brutrevier. 